# Підземний транспорт
Підземний транспорт поділяють на привибійний, магістральний і транспорт у вузлах сполучення виробок.

## Загальний опис
У ролі привибійного транспорту набув поширення рейковий транспорт. Для виконання маневрових робіт, пов'язаних з обміном вагонеток і составів, служать симетричні роз'їзди і двосторонні накладні з'їзди. В усіх цих схемах гірничу масу подають в одиночні вагонетки за допомогою навантажувальних машин, а переміщення составів до забою проводять локомотивами.
Найбільші простої навантажувальних машин, зумовлені витратами часу на обмін вагонеток, й пов'язані з цим найнижчі темпи проходки відповідають симетричним роз'їздам. Збільшення швидкості проведення виробок досягають завдяки застосуванню буферних пристроїв і самохідних візків. Буферні пристрої дозволяють поряд з навантажувальною машиною одночасно розміщувати дві вагонетки. Як тільки одна з них заповнюється породою, жолоб переставляють до іншої, а навантажену замінюють порожньою. Щоб скоротити витрати часу, використовують і самохідні візки. Зменшення простоїв на обмінно-маневрових операціях (при навантаженні і доставці гірничої маси в привибійні частини виробки) досягається також за рахунок підвищення рівня механізації цих операцій, застосування конвеєрів і перевантажувачів. Останні успішно діють у прямо- і криволінійних (з радіусом заокруглення понад 10 м) виробках, одно- і двоколійних.
Якщо проводяться неширокі виробки за допомогою навантажувальної машини, перевантажувач встановлюється або підвішується над нею. Партію вагонеток подають електровозом під ферму горизонтальної частини перевантажувача і в міру навантаження пересувають їх маневровим візком.
У ролі привибійного транспорту використовують також навантажувально-транспортні машини, самохідні вагонетки, скреперні й гідравлічні установки, а при проведенні виробок з великою площею перерізу — автосамоскиди і прохідницькі комплекси (шити).
При будівництві сучасних великих шахт (рудників) вантажі транспортують: по магістральних горизонтальних виробках — локомотивами (як правило), по похилих — конвеєрами, канатними і гідравлічними установками, по виробках великої продуктивності й малої довжини — конвеєрами. Відповідно до основних техніко-економічних напрямків розвитку шахтного транспорту і залежно від гірничо-геологічних умов застосовують різні його види. Для розробки пологих і похилих пластів використовують: в ділянкових горизонтальних і пологих виробках з кутом нахилу 16…18° — конвеєри, в виробках з кутом нахилу більш 18° — конвеєри або скіпові підйомники, у головних горизонтальних виробках — конвеєри або локомотиви. Для розробки крутих пластів застосовують: в ділянкових горизонтальних виробках — конвеєри, в ділянкових печах і гезенках — самопливні установки, в вертикальних міжгоризонтальних виробках — спіральні спуски, у штреках і квершлагах на горизонті приствольного двору — конвеєри і локомотиви.
У ролі транспортних машин набули поширення електровози і стрічкові конвеєри, а для механізації допоміжних робіт, зокрема для доставки людей, матеріалів і устаткування, часто використовують підвісні монорейкові дороги.
Все більшого застосування знаходять спеціальні транспортні засоби (бункерні поїзди, самохідні вагонетки, думпери та ін.), завдяки яким можна полегшити і прискорити навантаження і розвантаження гірничої маси, зменшити довжину і масу рухомого складу. Часто потрібно передавати вантаж з одного виду транспорту на інший, що веде до необхідності організації підземних станцій (приствольних дворів, приймально-відправних площадок, навантажувальних і перевантажувальних пунктів). Особливо насичені транспортними машинами місця сполучення вертикальних і горизонтальних виробок, де встановлюється найрізноманітніше устаткування.
У вузлі сполучення вагонетку розвантажують через перекидач, а її вміст конвеєром подають у бункер малої місткості. Скіп, опускаючись, натискує на педалі і тягами повертає (відкриває) секторний затвор. Розсипаний при цьому дріб'язок із спеціального бункера транспортують вагонеткою на рівень приствольного двору.
При будівництві шахт (рудників) системи підземного транспорту розподіляють: на порівняно прості (для крутих пластів);
системи, що займають проміжне положення (для горизонтальних пластів); найбільш складні (для пологих і похилих пластів). Відмітна особливість складних систем — ступінчастість і значна розгалуженість виробок, по яких перевозяться вантажі.
Вибір транспортних машин при будівництві проводиться таким чином, щоб можна було використовувати прогресивну технологію основних робіт в період експлуатації шахти (рудника). Береться також до уваги, що транспортні засоби системи працюють разом.
Наприклад, розглянемо транспортну систему, яка функціонує при підготовці пологих пластів.
Гірничу масу із прохідницьких вибоїв перемішують у вагонетках локомотивом / по горизонтальних виробках. Розвантажують состав над ямою стаціонарної підземної станції. Насипний матеріал надходить у бункер, а далі по конвеєру похилої виробки і конвеєру виробки горизонту приствольного двору — до скіпового ствола. Для допоміжних вантажів використовують канатний транспорт. Вагонетки на приймально-відправочних площадках пересувають за допомогою штовхачів. Людей перевозять локомотивами (відповідно по відкаточному горизонту і виробці горизонту приствольного двору), а також лебідками (по похилій виробці).

## Удосконалення підземних транспортних схем і засобів
Поліпшення існуючих транспортних схем і засобів визначається вимогами прискорення проведення виробок, зниження трудомісткості і підвищення рівня безпеки. З цією метою необхідно: більш глибоко обґрунтовувати вибір способів проходки і технічних засобів перевозки вантажів і людей на всіх ділянках будівництва; приймати найбільш прості схеми привибійного транспорту; використовувати тільки прохідницькі комплекси й інше сучасне устаткування; весь час поліпшувати конструкцію і технологію виготовлення машин; ширше впроваджувати засоби автоматизації й телемеханіки.
Одним із напрямів, яким розвиватиметься підземний транспорт, можна вважати дальшу конвеєризацію, причому нарівні з застосовуваними в наш час більш поширеними будуть такі конвеєри: крутопохилі (для виробок з кутами нахилу до 35°), самохідні та телескопічні (з перемінною довжиною), згинаючі (для криволінійних виробок).
Збільшення довжини цих транспортних засобів і, таким чином, зменшення кількості перевантажувальних пунктів буде досягнуто за рахунок впровадження конвеєрів з магнігно-фрикційними і лінійними асинхронними приводами. Для рудних шахт намічено створення спеціальних стрічкових і пластинчастих конвеєрів, здатних переміщувати гірничу масу, розмір кусків якої становить близько 1 м. Передбачено також впровадження конвеєрів з високоміцними гумотросовими або синтетичними негорючими стрічкам.
Найближчим часом рівень конвеєризації на вугільних шахтах планується довести до 30 % по горизонтальних виробках і до 100 % по похилих. Крім того, плануються значні роботи по технічному переозброєнню локомотивного парку.
Для прикладу, на вугільних шахтах паралельно з електровозами, то, як і раніше, переважають усі види транспорту в горизонтальних магістральних виробках. Широке застосування знайдуть дизелевози, оскільки вони відзначаються високим ступенем автономності, безпеки і економічності, а на рудниках — навантажувально-транспортні машини на пневматичному ходу і самохідні вагони, які розвивають велику швидкість. Велике значення надається розповсюдженню спеціальних видів рухомого складу (секційних бункерних поїздів та ін.), збільшенню їхньої вантажопідйомності.
Щоб удосконалити перевозку людей, будуть здійснюватись реконструкція наявних засобів і впровадження більш прогресивних способів доставки. Допоміжний транспорт буде вдосконалюватись за рахунок повсюдного використання монорейкових доріг, контейнерів та ін.